# Beatriz Marta Escudero Berzal
Beatriz Marta Escudero Berzal (Segovia, 17 de marzo de 1964) es una política española, fue diputada por el Partido Popular en el Congreso durante las X, XI y XII Legislaturas.

## Biografía
Licenciada en Derecho por el Colegio Universitario Domingo de Soto en Segovia, actualmente no ejerce la abogacía. Entre 1990 y 1991 fue jueza en el Juzgado de lo Social en Segovia y entre 1995 y 2003 fue magistrada suplente de la Audiencia Provincial de Segovia. También entre 1995 y 2003 fue profesora de Derecho en el Colegio Universitario Domingo de Soto en Segovia. Hasta febrero de 2016 fue tutora de Derecho en la UNED.
A nivel político, fue concejala de Gobierno Interior y Personal en el Ayuntamiento de Segovia entre 1991 y 1995, donde también ejerció como portavoz del Grupo Popular municipal entre 2007 y 2011. Fue directora general de la Función Pública de Castilla y León entre 2003 y 2007. Senadora por Segovia durante la IX Legislatura, ha sido diputada en el Congreso durante las X, XI y XII Legislaturas.